# Arbils citadell
Erbils citadell (alternativt Arbils citadell; (arabiska: قلعة اربيل; kurdiska: Qelay Hewlêr) är ett befäst citadell på en tell i centrala Erbil i Irak.
Citadellet, som är ovalt, höjer sig ungefär 30 m över den omgivande stadens nivå. Dess största diameter är 430 m och den minsta är 340 m. Arean är ungefär 10 hektar (102 000 m2). Alla yttre väggar ligger på en brant kulle vilket gör fästningen svårintaglig för en attackerande fiende.
Det är osäkert hur gammalt Erbils citadell är, men arkeologiska indikatorer pekar på att det kan vara 6 000 år gammalt (från neolitikum). Citadellet var befäst under tiden för Assyrien (1365-612 f.Kr.) År 1237 gjorde mongolerna ett misslyckat försök att erövra citadellet, men efter att Bagdad erövrats 1258 föll även Arbils citadell efter sex månaders belägring.
Erbils citadell blev 2014 listat av Unesco som kulturellt världsarv.

## Bildgalleri

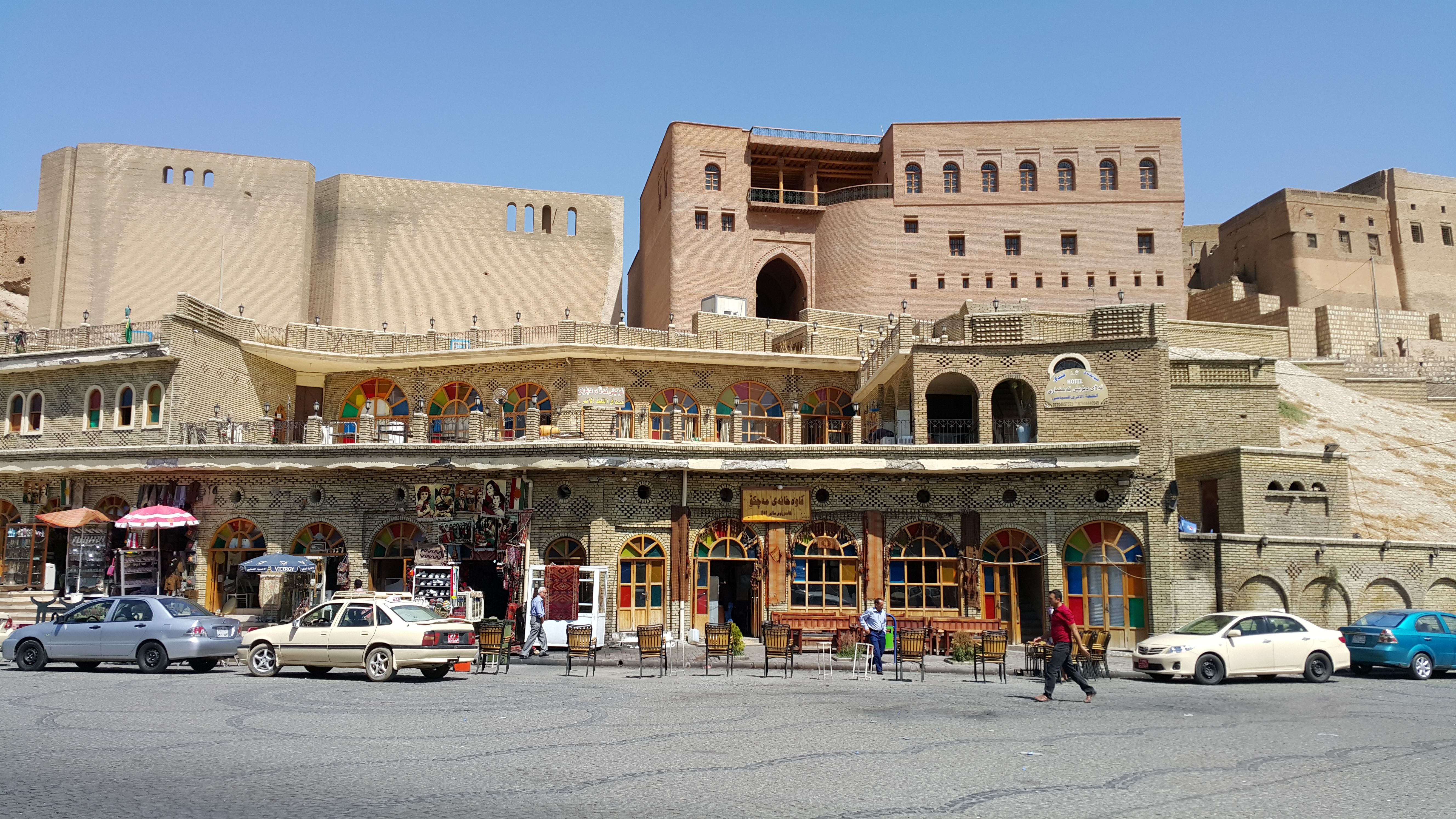
Entrén till Erbils citadell.
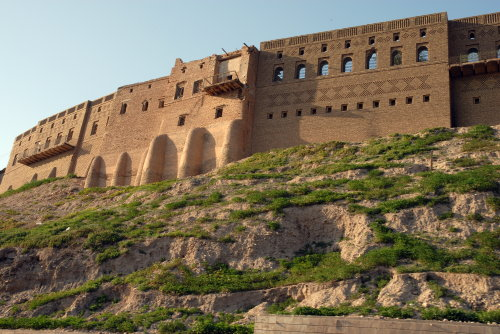
Restaurerade fasader längs sydsidan av Erbils citadell.
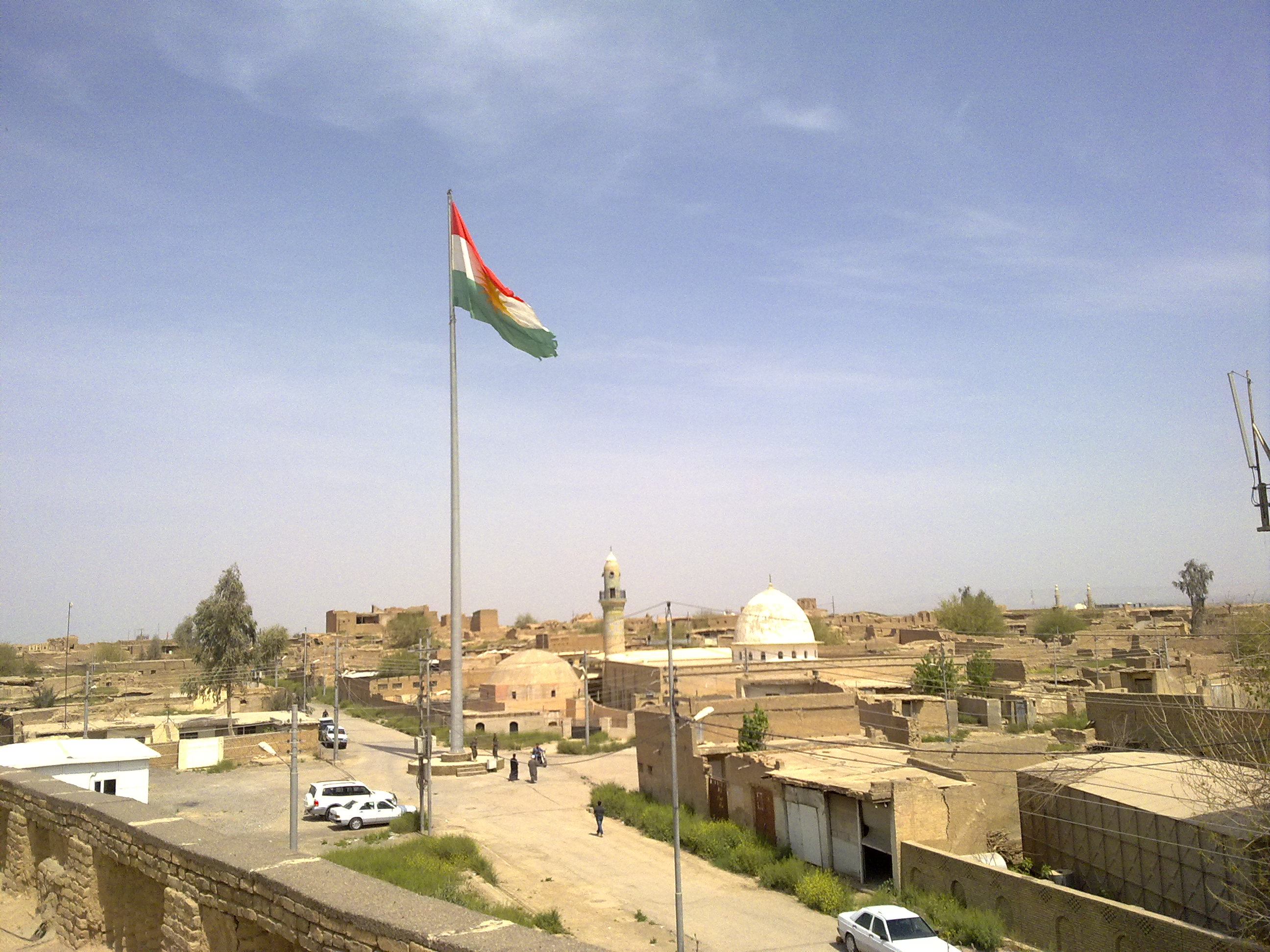
Hus uppe på Erbils citadell.
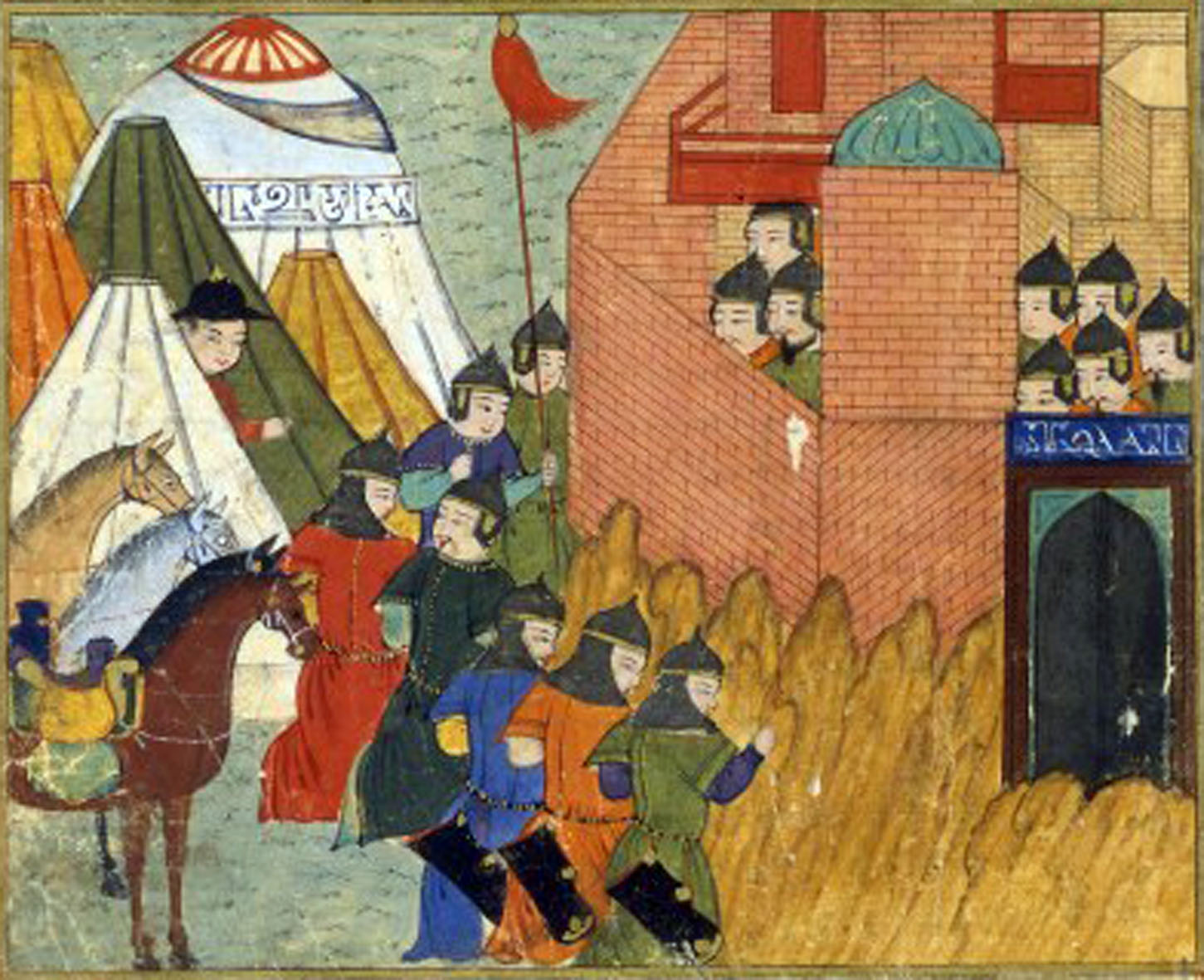
Skildring från 1400-talet av mongolernas belägring av Erbils citadell 1258.